# Tu viện Ljubostinja
Tu viện Ljubostinja (tiếng Serbia: Манастир Љубостиња, đã Latinh hoá: Manastir Ljubostinja) là một tu viện nằm ở làng Prnjavor tả ngạn sông Zapadna Morava, cách Trstenik 4 km về phía bắc. Tu viện thuộc sở hữu giáo phận Kruševac của Giáo hội Chính thống giáo Serbia. Đây là tu viện nữ đầu tiên ở Serbia, được xây dựng khi bắt đầu nổ ra trận Kosovo cuối năm 1388. Tu viện gắn với giai thoại chuyện tình của Công nương Milica đã gặp Hoàng thân Lazar lần đầu tiên ở đây. Hai người yêu nhau từ cái nhìn đầu tiên, do đó có giả thuyết cho rằng tên tu viện bắt nguồn từ ljuvestin nghĩa là "nơi chốn tình yêu". Năm 1392, công nương đi tu và dành phần đời còn lại tại Ljubostinja cùng với người bạn là nữ văn sĩ Serbia trung cổ Jelena Mrnjavčević hay về sau gọi là xơ Jefimija. Phần mộ cả hai đều được giữ tại tu viện cho đến ngày nay. Tu viện từng là nơi lưu giữ tạm thời thánh tích Nữ thánh Petka được coi là biểu tượng tinh thần cho Serbia độc lập tự chủ.
Cuối thế kỷ 14, Ljubostinja bắt đầu là nơi các góa phụ quý tộc còn lại của Serbia Morava khấn nguyện tu trì. Công nương Milica, khi ấy đã là xơ Evgenija, trên thực tế là người quản lý tu viện cho đến khi qua đời năm 1405. Trong suốt thế kỷ 18 và 19, Ljubostinja là một trong năm tu viện giàu có nhất ở Serbia, nổi tiếng với các tu viện trưởng có ảnh hưởng. Từ thế kỷ 20 tu viện được coi là một pháo đài của chủ nghĩa nữ tu (Chính thống giáo).
Tu viện được xây dựng theo phong cách trường phái Morava kết hợp ảnh hưởng nét kiến trúc Gothic Venezia và Hồi giáo theo cách độc đáo. Đặc trưng của phong cach này là những cửa sổ hoa hồng, điêu khắc đá trang trí dưới hình ảnh hoa huệ và nhiều loài hoa khác đua nở khắc họa vườn hoa thiên đàng, thêm vào kiến trúc biểu đạt tư tưởng thần học. Điều này gợi lên ý tưởng cho rằng kiến trúc sư tạo ra Ljubostinja nhằm tượng trưng nơi Đức Mẹ an giấc giữa lạc viên thượng giới hay vườn địa đàng. Giống như các cung điện cổ, bích họa tu viện sử dụng tông màu lạnh, chủ yếu là màu đỏ chu sa và xanh khổng tước. Bích họa nổi tiếng nhất trong số đó lấy từ sách Phúc Âm Chúa Giêsu chữa lành người bại.
Là di tích văn hóa đặc biệt quan trọng và di sản triều đại Nemanjić, quần thể lăng mộ công nương Milica với hơn 30 ngôi mộ tu sĩ và quý tộc được phát hiện, Ljubostinja được Cộng hòa Serbia bảo tồn ở mức cao nhất từ năm 1979. Tu viện trưởng là Mẹ bề trên Hristina Obradović từ năm 1995,  trong giáo phận do Cha Danijel Stefanović quản lý. Cổng tu viện thường là nơi dân chúng tụ họp những dịp Lễ Hóa hình, Lễ Đức Mẹ về trời, hoặc Những ngày Jefimija tưởng niệm nữ thi sĩ người Serb đầu tiên là xơ Jefimija.

## Lịch sử
Theo viện phụ Sevastijan Perić, Ljubostinja là một trong những tu viện lớn nhất của Serbia nhưng lại ít thông tin lịch sử nhất, chỉ có ghi chép từ năm 1780 trở đi. Hầu hết các thông tin về tu viện từ khi thành lập đều được tổng hợp trên các tài liệu địa chính, văn bản giáo hội và các ghi chép khác.

### Từ nguyên
Theo truyền thuyết lâu đời nhất, trên địa điểm tu viện ngày nay từng có nhà thờ nhỏ Thánh Stefan. Cứ ngày 2 tháng 8 hàng năm lại có tổ chức lễ rước thánh tích mang tầm toàn quốc (vasar). Phụ thân Milica là Vratko Nemanjić thuộc dòng quý tộc (dân gian gọi là anh hùng huyền thoại Jug Bogdan trong trận Kosovo) có vườn nho trên những ngọn đồi xung quanh. Một ngọn đồi từ đó có tên là đồi Bogdanovo (Bogdanjsko) cũng như ngôi làng mang tên Bogdanje. Có lần Hoàng thân Lazar đến dự lễ và gặp gỡ nàng Milica trẻ tuổi. Tình yêu nảy nở giữa hai người rồi dẫn đến hôn nhân. Từ đó, mỗi năm Milica đều đến dự lễ tháng 8 mang theo nhiều quà tặng cho nhà thờ. Mong muốn lưu giữ mãi mãi ký ức về miền thôn dã lần đầu gặp gỡ chồng mình, bà quyết định xây một ngôi đền nguy nga thay thế nhà thờ nhỏ, vừa kính dâng lên Mẹ Thiên Chúa đồng thời kỷ niệm tình yêu hôn nhân mình. Từ đó đưa đến cái tên ljubvestan ↔ ljubvostin → ljubostinja nghĩa là nơi chốn tình yêu, nơi tình yêu sinh ra, nơi tình yêu dâng trào, nơi tình yêu gặp gỡ.
Còn cách giải thích khác ít phổ biến hơn bắt nguồn từ ljubo–pustinja nghĩa là tình yêu (của ẩn sĩ) với cuộc sống khổ tu. Đầu thời Trung cổ chứng kiến sự hưng thịnh của thành phố Županjevač gần Ljubostinja ngày nay. Županjevač có khu chợ riêng và là một trong những trung tâm giao thương của vùng Pomoravlje. Bên ngoài thành phố,  trong các vịnh và dãy núi Gledić có rất nhiều ẩn sĩ riêng biệt tu tập. Cách giải thích thứ ba đến từ cách gọi một tảng đá giữa dãy Gledić và đỉnh Samar là ljupka stena (tảng đá đáng yêu, xinh đẹp).

### Công nương Milica
Theo truyền thuyết lưu truyền lại, Công nương Milica đã xây dựng tu viện Ljubostinja trong thung lũng sông Ljubostinjska và Sušička, nơi lần đầu gặp gỡ Hoàng thân Lazar từ thời con gái để rồi về sau trở thành phu nhân Milica Nemanjić. Bao quanh ba mặt tu viện là những ngọn đồi thuộc dãy núi Gledić - Iver phía bắc, Tatarna phía tây và Kamađore (Kamidžor) phía đông. Năm 1388 bắt đầu dựng nền móng công trình. Sau những tổn thất tại trận Marička (1371) và Kosovo (1389), công nương có ý tưởng chăm sóc các góa phụ quý tộc Serb, và sáng lập tu viện nữ đầu tiên ở Serbia.
Đầu tiên là Uglješa Mrnjavčević tử trận Marička có vợ góa Jelena Mrnjavčević trở thành nữ tu sĩ Jefimija. Milica và Jefimija có tình bạn khăng khít trong giai đoạn tu hành tại Ljubostinja. Jefimija dùng chỉ vàng thêu bài thơ Pohvala knezu Lazaru (Lời ca tụng Hoàng thân Lazar), tác phẩm tiêu biểu cho văn học trung đại Serbia.
Sau khi Hoàng thân Lazar Hrebeljanović tử trận trong trận Kosovo, nhiếp chính Milica trị vì từ năm 1389 đến năm 1393 cho đến khi con trai là Stefan Lazarević lên ngôi. Bà dành phần lớn thời gian tại Tu viện Ljubostinja ngoại trừ những khi gặp mặt chính phủ hoặc công tác ngoại giao cho Serbia. Lịch sử tu viện gắn bó mật thiết với những năm cuối đời Milica. Các sử gia cho rằng di sản triều Nemanjić do Milica để lại đã tạo điều kiện tiếp nối cho dòng chảy tinh thần và chính trị từ Nemanjić tới Lazarević.
Biên niên sử ghi lại Milica đến thăm và giám sát cẩn thận công việc xây cất tu viện. Bà dâng tu viện lên cho Đức Mẹ an giấc và mở trường chép sách trong đó. Khi Stefan nắm quyền, Milica trở thành nữ tu Evgenija và hoàn toàn lui về Ljubostinja. Nhưng danh tiếng và quyền lực của bà lại không hề giảm đi mà còn lớn hơn. Dù ở tu viện, bà vẫn giữ trọng trách phần nào quan hệ ngoại giao Serbia. Trong thư dân Dubrovnik gửi sơ Evgenija vẫn gọi Milica bằng tước hiệu đầy đủ quý bà phu nhân công nương của Raške và Novog Brda. Constantine Thần học gia viết rằng bà không đơn thuần là một phụ nữ, mà còn là một "Odysseus thông thái". Năm 1398, bà cùng Jefimija đến gặp con rể là sultan Bayezid I đang nổi hung buộc tội Stefan liên minh với quân Hung. Không những thuyết phục được Bayezid tha cho Stefan, bà còn đề nghị lấy thánh tích Thánh Petka để mang về Serbia và được sultan chấp thuận. Thánh tích đầu tiên được giữ trong tu viện Županjevac rồi được chuyển đến Ljubostinja. Grigorije Camblak đánh giá việc chuyển giao thánh tích thời Byzantine là niềm vinh dự cho toàn thể Serbia, khẳng định vị thế thẩm quyền của quân chủ Serb.
Đến cuối đời, cả hai nữ tu đều thực hiện lời thề Velika Shima (Shima Lớn) và nhận những tên tu hành mới, Milica hay nữ tu Evgenija có tên Efrosinija, còn Jefimija là Evpraksija. Cả đời Milica được đồng tu và dân chúng tôn kính gọi là Milicom tức caricom (nữ vương) Milica, hoặc công nương, sơ lớn nhất, hoàng hậu tiên vương và thái hậu. Công nương Milica là  tu viện trưởng đầu tiên de facto của Ljubostinja. Không có thông tin về những người kế nhiệm Milica từ đó cho đến khi Ljubostinja trở thành tu viện nam.
Ngày 11 tháng 11 năm 1405, Milica tạ thế và được an táng trong quách bên trái. Vài tháng sau, tức năm 1406, Jefimija qua đời và được táng trong cùng lăng mộ Milica nhưng ở bên phải. Tu viện ngày nay vẫn lưu giữ di hài của họ cũng như của con trai Jefimija là Stefan Mrnjavčević. Các bức tranh gốc trong tu viện cũng ra đời khoảng thời gian đó, khả năng 1405-1409, muộn nhất là đến khi hai con trai Milica là Stefan và Vuk xung đột nhau. Nhà thờ do họa sĩ Hy Lạp Makarije Zograf từ Zrze vẽ trang trí. Sau khi cả hai sơ qua đời, vua Stefan chuyển thánh tích Thánh Petka từ Ljubostinja đến Kalemegdan, có thể vào ngày 8 tháng 8 theo lịch mới ngay năm 1406 hoặc năm 1407 sau đó.
Năm 1418, Ljubostinja chuyển thành tu viện nam. Năm 1448, tu viện lần đầu tiên được tu sửa, lần thứ hai là năm 1661. Cuộc khai quật khảo cổ đã khám phá ra kho chứa tiền nằm dưới sàn bệ thờ, tiền ngoại quốc có thể đã được dùng trong công tác tu sửa vào thế kỷ 17. Các tu viện trưởng lâu đời nhất được biết đến là Simeon (được đề cập năm 1481), Simeon khác (ghi chép năm 1576 và 1581) và Isaija (1643). Có tư liệu cho rằng vào giai đoạn này đã bắt đầu diễn ra lễ rước thánh tích Thánh Stefan Tử Đạo vào ngày 2 tháng 8 theo lịch khi ấy. Nhiều sử gia về sau dựa vào chi tiết này để chứng thực các truyền thuyết về nhà thờ nhỏ nơi vợ chồng công nương gặp nhau.

### Thời kỳ hoang phế
Trong một thời gian dài đã tồn tại một quan điểm không chính xác rằng Ljubostinja bị hoang phế suốt cả thế kỷ 17. Sevastijan Putnik ghi lại những ký ức lâu đời nhất của cư dân vùng Trstenik nói rằng tại Ljubostinja khi ấy, ban ngày chỉ nghe tiếng cu gáy, còn ban đêm là tiếng cú đậu nơi tháp chuông và mái vòm đổ nát. Các ghi chép năm 1643 và 1673 cho thấy Ljubostinja hoạt động liên tục từ khi thành lập cho đến khi Người Serb di cư (1690). Cuối thế kỷ 17 có thể tu viện bị bỏ hoang nhưng đã hồi sinh trở lại đầu thế kỷ 18.
Năm 1732 ghi dấu mốc trường thần học kinh viện Ljubostina nằm dưới sự quản lý của Cha Arsenio. Tu viện trưởng (igumen) Arsenije của Ljubostina giai đoạn khoảng 1720-1736 là một trong những giáo sĩ được kính trọng nhất thời ấy, linh mục và tu sĩ từ khắp Serbia đến học. Ông là tu viện trưởng đầu tiên mà thân thế sự nghiệp được ghi chép phần nào, cũng như là người đầu tiên có danh tiếng đặt nền móng cho các trưởng lão về sau tiếp bước và có ảnh hưởng đến đời sống dân chúng, giáo hội. Với giả thuyết Ljubostinja sau đó lại bị bỏ hoang, xuất hiện cái tên Arsenije "Vtori" (nghĩa là thứ nhì, có thể để phân biệt với Arsenje đầu tiên). Khoảng năm 1780, Aresnije này đã dọn sạch cây bụi nhà thờ, đuổi hết lũ cừu được chăn thả ngay trong tu viện.
Tu viện đóng vai trò quan trọng trong Chiến tranh Áo-Thổ và Cuộc nổi dậy Kočina (1788-1791) khi các tu sĩ Ljubostina giúp Áo chống lại quân Thổ Nhĩ Kỳ. Tu viện trưởng Vicentije Jovanović thừa nhận đã che giấu quan binh Áo trong giai đoạn 1781-1788. Tu viện chính là nơi kêu gọi dân Serb nổi dậy. Theo một số tư liệu, Koča Anđelković đã ẩn náu tại Ljubostinja sau khi nổi dậy thất bại, nhưng thông tin này còn gây tranh cãi. Để trả thù, quân Thổ Nhĩ Kỳ cướp phá và đốt tu viện vào tháng 5 năm 1788. Hầu hết các bích họa ban đầu đã bị phá hủy. Đám cháy cũng làm lộ ra kho báu của công nương Milica, trong đó cất giấu vương miện Hoàng thân Lazar trong 400 năm. Quân Thổ mang vương miện đó về Istanbul, nay vẫn còn. Tất cả các tu sĩ đều phải rời đi, kết thúc 18 năm lãnh đạo của Vicentije (1770-1788). Ljubostinja chẳng còn gì nhưng vẫn bị phá hoại một lần nữa năm 1804, ngay trước khi nổ ra Người Serb nổi dậy lần thứ nhất.
Thực ra tu viện không phải lúc nào cũng vắng bóng người. Ngay tại cuộc nổi dậy lần thứ nhất, giáo sĩ mạnh mẽ Nastasije "Kazak" (hay "Cossack", thân với Nga và Cossack) nắm quyền quản lý tu viện. Ông được ghi nhận là người hăng hái quyết liệt bảo vệ tu viện khỏi bị kẻ thù tấn công. Nastasije cùng với Karađorđe tổ chức đội quân tấn công quân Thổ. Không rõ số phận Nastasije về sau ra sao, còn ghi chép năm 1807 có đề cập công việc quản lý tu viện của một ông Spasoje nào đó.
Tuy ghi chép lịch sử cho rằng Ljubostinja bị bỏ hoang trong những năm 1788-1804, một nghiên cứu cho rằng bức tranh trong nhà thờ đã được tu sửa lần thứ ba  năm 1799. Do đó, không chắc Ljubostinja có thực sự bị hoang phế hay không, hay được các tu sĩ sơn sửa lại, nhưng cũng có thể đó chỉ là bàn tay của một họa sĩ vô danh lang thang. Bên cạnh quan tài công nương Milica có một bức bích họa duy nhất từ năm 1799, trên đó viết: Dimitri Bassa, tôi tớ Chúa.

### Thời kỳ thịnh vượng
Trong thế kỷ 19, tu viện Ljubostinja được nhà cầm quyền Obrenović ưu ái và dâng hiến nhiều lần. Các thượng phụ cũng coi tu viện là điểm đến yêu thích và thường ghé thăm. Giai đoạn này đánh dấu năm vị tu viện trưởng (Arsenije, Meletije, Janićije, Danilo và Veniamin) đã cho tái thiết lại công trình bị tàn phá trước đó.
Vào thời hoàng thân Miloš Obrenović, tu viện trưởng Arsenije Stefanović trùng tu lại Ljubostinja. Năm 1819 có một sự cố chết người khi Arsenije nhậm chức. Theo đó, Ngày thánh George thường tụ tập đông người và xảy ra cãi vã ẩu đả khiến một người thiệt mạng, lễ hội cũng phải bãi bỏ. Arsenije cho xây dựng một ngôi nhà khác ở cảng, ngày nay gọi là Tư gia Miloš. Khi đang lấy gỗ dựng nhà trong rừng gần tu viện, nhóm thợ tìm thấy bục giảng kinh khắc hình đại bàng hai đầu trên quốc huy Nemanjić chỗ cây sồi già. Giai thoại phổ biến hơn là tìm thấy bục giảng khi đốn cây sồi lấy gỗ cho tu viện. Ngày nay, bục giảng được đặt ở gian giữa nhà thờ tu viện. Arsenije cũng dựng một cối xay nước, rồi đến năm 1822 được giáo sĩ Nicifor giúp đỡ dựng tường linh ảnh.
Tu viện trưởng Meletije Marković đứng đầu Ljubostinja giai đoạn 1835-1842. Ông tiếp bước người tiền nhiệm mở rộng lãnh địa ra những mảnh đất và cánh đồng màu mỡ chung quanh. Ông mua thêm ba cối xay và dựng mới một cối xay nữa, dựng tường rào quanh cổng và lợp lại nhà thờ. Hè năm 1839, thánh tích Stefan Đệ nhất được chuyển từ Kalenić đến Studenica, đến ngày 20 tháng 8 đoàn đã dừng chân tại nhà thờ Ljubostinja.
Khi chính thể Ustavobranitelji (Những người bảo vệ Hiến pháp) lên nắm quyền đã thực hiện trả đũa nhiều giáo sĩ từng ủng hộ Obrenović. Meletije là một trong những người đầu tiên bị trừng phạt, bị giải đến tu viện Rača sám hối, đến năm 1843 mới được trở về Ljubostinja, nhưng tất nhiên không còn được giữ chức vụ. Tu viện được giao cho Makarija (Petrović) quản lý.
Meletje trốn sang Áo rồi đợi cho Giáo hội ra phép giải tội mới  trở về Ljubostinja năm 1845. Ông nhận lại chức tu viện trưởng từ Makarija cho đến năm 1847 thì ngưng để tấn phong thành giám mục Šabac. Janićije Macužić (tục danh Joanikije Obradović) lãnh đạo Ljubostinja trong thời kỳ thịnh vượng đỉnh cao. Năm 1850-1851, Janićije cho dựng năm gác chuông, công trình phụ, bếp, chuồng ngựa, kho và cối xay nước. Tu viện sở hữu đến tám cối xay nước và vườn cây ăn trái vươn ra tận bờ Tây Morava. Hoàng thân Aleksandar Karađorđević cũng giúp cho phần tường và phần đánh chuông. Nhà thờ được tái thiết hai lần năm 1848 và 1851, chủ yếu là sửa chữa lại phần phía trên, đặc biệt là vòm giả phía trên điện thờ. Theo ghi chép của Joakim Vujić, Ljubostinja thời đó có một mái vòm chính phía trên gian giữa và bốn mái vòm nhỏ phía trên thánh đường. Những người thực hiện công việc tái thiết là kỹ sư Jan Nevole thuộc Bộ Nội vụ và thợ đá Vujica Petronijević. Trong quá trình tu bổ tu viện, nhà thực vật học Josif Pančić đôi lúc đến thăm các điền trang Ljubostina để nghiên cứu động thực vật trong vùng.
Năm 1859, dân làng Bogdanja gần đó phản ánh với chính quyền rằng "các tu sĩ đã rào đất của họ, cướp rừng, đồng cỏ và vườn nho, bắt họ trả tiền gỗ;... đã đánh cắp gia súc từ đồng cỏ của họ", và trên hết là "chôn người chết mà không cầu siêu, không thánh hóa nước Slav như điều buộc phải làm". Trong lá thư gửi tới Hội đồng, dân làng nói "không phải chịu đựng khó khăn như vậy ngay cả dưới thời người Thổ". Trước đây cũng có những lời phàn nàn tương tự, nhưng nhà Obrenović ưu ái và dung túng cho Ljubostinja nên chỉ im lặng.
Trong thời gian rất ngắn, tu viện thay đổi người đứng đầu liên tục, họ đến rồi sớm được thuyên chuyển sang nơi khác. Năm 1866, tu viện trưởng Janićije qua đời và hai năm sau Makarije Milojević mới là người đứng đầu, bức tranh vẽ ông được treo trong nhà thờ cho đến khi quân Áo tới. Trong khoảng 1866-1870, họa sĩ hàn lâm Nikola Marković vẽ trang trí tường linh ảnh. Sau khi Makarije qua đời, Danilo (Marković) lãnh trách nhiệm giai đoạn 1871- 1875. Ông là người đặc biệt ham thích trồng cây ăn quả và trồng nho, để lại di sản lớn nhất cho Ljubostinja chính là những vườn mận và vườn nho. Một vườn nho còn đặt theo tên ông là Danilovac, các sử gia đánh giá ông là giáo sĩ tầm thường nhưng một nhà kinh tế có kinh nghiệm. Danilo qua đời vào giữa mùa hè năm 1875.
Năm 1870, tu viện thuộc quận Jagodina vùng Levač và giáo phận Beograd. Khi ấy, tổng cộng chỉ có bốn tu sĩ sống trong tu viện.
Sau Danilo, tu viện được chuyển giao cho Teofilo, Vicentije và đến năm 1878 là Venijamin Pavićević. Tháng 8 năm 1891 xảy ra vụ giết người, tu sĩ Vicentije Stamatović được phát hiện đã chết. Vì nguyên nhân cái chết không được làm rõ, người ta cho rằng do mâu thuẫn giữa các tu sĩ với nhau.
Năm 1895, tài sản tu viện lên tới 1078 ha đất, trong đó có 990 ha rừng. Ngoài cánh đồng canh tác và đồng cỏ, còn có ba vườn nho và bảy vườn cây ăn trái. Vốn ròng lên đến hơn 18.000 dinar và toàn bộ giá trị bất động sản Ljubostinja ước tính khoảng 42.000 dinar. Theo điều tra dân số những năm ấy, Ljubostinja chiếm vị trí thứ tư đổ lên trong danh sách những tu viện giàu nhất Serbia.

### Thời kỳ hỗn loạn
Cuối thế kỷ 19 đầu thế kỷ 20, một loạt sự cố xảy ra ảnh hưởng đến danh tiếng và vị thế của tu viện. Vụ thứ nhất vào năm 1898, tu viện trưởng Veniamin bị buộc tội tham ô và lạm dụng chức vụ. Cùng năm, ông bị hạ bệ nhưng vẫn được phép ở lại cho đến khi qua đời và được chôn cất năm 1909. Lên thay là Viktor Stojaković vốn cũng tai tiếng. Giai đoạn ông quản lý đánh dấu tình hình tài chính tu viện bắt đầu suy giảm. Năm 1903, Viktor bị cáo buộc các tội danh giống như người tiền nhiệm.
Hai năm sau, Viktor mất chức, bị đuổi đi, rồi bị kết án tù, về sau ốm chết trước khi mãn hạn. Năm 1905-1911, Viktor Gizdavič đến làm tu viện trưởng, không những không được lòng mà còn xung đột với giáo dân. Cuối cùng chính ông phải xin thuyên chuyển đi.
Năm 1903, giữa những vụ lùm xùm này, theo lệnh vua Petar I Karađorđević, nhà nghiên cứu cổ vật nổi tiếng người Serb Mihajlo Valtrović đến tu viện để mở quan tài Milica. Mục đích là thu thập, tham khảo đồ trang sức, vương miện, phù hiệu hoàng gia Serbia trung cổ để chuẩn bị những đồ mới cho lễ đăng đăng quang sắp tới của nhà vua. Khi mở ra, Valtrović ngạc nhiên khi thấy Milica chỉ mặc chiếc áo choàng đen giản dị của một nhà tu hành. Hơn nữa, cơ thể của bà không bị phân hủy, khuôn mặt giống y hệt trên các bức bích họa. Giáo hội liền tận dụng cơ hội để phong thánh cho Milica và khôi phục danh tiếng đã bị tổn hại của tu viện. Kể từ đó, lễ thánh Đức Bà Evgenija được tổ chức ngày 1 tháng 8 hàng năm.
Năm 1911-1920, tu viện trưởng là Konstantin Popović. Ngày 24 tháng 10 năm 1915, khi Serbia nằm dưới sự chiếm đóng của quân Áo-Hung, quân Áo bố ráp tu viện, buộc tội Popović, tu sĩ Ruvim và Sevastijan che giấu tài liệu lưu trữ của Chính phủ Serbia. Sevastijan Putnik là người trẻ nhất, đang theo học trường Tu viện Novo Hopovo, bị giải về trại Asach của Áo, hết chiến tranh mới trở về được. Trong ba năm bị chiếm đóng, về hình thức tu viện là trụ sở Cục Quản lý Lâm nghiệp, nhưng thực tế không khác gì trại tập trung. Nhà thờ là nơi giam giữ những người Serb, người Ý bị bắt, hàng ngày họ phải vào rừng đốn củi. Khi chiến tranh gần kết thúc, quân Áo vơ vét cướp phá tu viện sạch sẽ. Ngoài những đồ vật vàng, bạc, đồng thau, họ lấy cả bốn quả chuông, cả thìa đĩa, khăn dùng rồi cũng không tha.
Năm 1919, nhà khoa học phát minh Mihajlo Pupin đến thăm Ljubostinja. Ngay sau đó, Cha Sevastijan thế chỗ Popović làm tu viện trưởng. Sevastijan Putnik tên khai sinh là Stevan Perić tại làng Samoš thuộc Banat. Ông là người viết biên niên sử Tu viện Ljubostinja. Nó trở thành nguồn tài liệu quan trọng về lịch sử và xây dựng tu viện ngày nay. Sách xuất bản năm 1927. Tất cả tiền bán sách được quyên góp cho trẻ mồ côi Ljubostina. Biên niên sử bắt đầu với lời tựa trữ tình cho Ljubostinja, trong đó Sevastijan nhấn mạnh về tình yêu và vẻ đẹp vĩnh hằng của công nương Milica.
Mười hai năm sau, Platon Milojević (1932-1934) lên kế nhiệm nhưng chỉ được có hai năm. Tháng 3 năm 1934, giám mục Nikolaj điều ông đến Tu viện Veluće. Platon trở thành tu viện trưởng nam cuối cùng tại đây, vì đến năm 1937, Giáo hội Chính thống giáo Serbia chuyển Ljubostinja thành tu viện nữ. Mùa thu năm 1939, tu viện lại có người đứng đầu nữ là Mẹ Sara Đuketić sau 512 năm. Trải qua những giai đoạn bị hủy phá, mẹ Đuketić tìm thấy kho tàng tài liệu quý giá nhất của tu viện là thư viện tại Tư gia Miloš, khi ấy có hơn một nghìn đầu sách. Trong số sách quý phải kể đến ấn bản nghiên cứu tôn giáo đặc biệt De Imitatione Christi (1417) (Noi gương Đấng Christ) của nhà thần học Hà Lan Thomas van Kempen. Sách được in năm 1637 theo lệnh của Nữ bá tước Wallachia Elena Basarab.

### Nữ tu chịu khổ
Sara trở thành viện trưởng của Ljubostinja trong giai đoạn Chiến tranh thế giới thứ hai đầy khó khăn. Bà được linh mục Nikon Lazarević giúp đỡ nhiều. Nikon là linh mục chính thức tại Ljubostina 1946-1961, nhưng đã giúp tu viện từ trước đó, khi ông còn là viện trưởng Kalenić. Di sản đóng góp lớn nhất của Nikon là xây Novog konak (Nơi ở mới) được coi là đẹp nhất Nam Tư khi ấy. Kiến trúc sư thiết kế Novog konak là Petar Bajalović, người nổi tiếng với các công trình như Tòa nhà di sản Kolarc và Tòa nhà Luật khoa Đại học Beograd.
Vào đầu chiến tranh, nhà trẻ cho bé trai được mở ở Trstenik, còn ở Ljubostinja là nhà trẻ nữ cho 12 bé gái không còn gia đình. Khi ấy, tu sĩ Jakov (Arsović) hay còn gọi là Jakov Tumanski đến tu viện và ở lại trong vài năm. Trong những năm đầu tiên quản lý Ljubostinja, Mẹ Sara được giám mục Nikolaj Velimirović quan tâm hỗ trợ, ông bị quản thúc tại gia 18 tháng tại Ljubostinja (từ Ngày Thánh Phêrô 1941 đến ngày 5 tháng 12 năm 1942). Sara để lại cuốn sổ ghi chép dưới dạng hướng dẫn thuộc linh gồm những lời khuyên cho chị em tu hành. Bà cũng viết những tác phẩm lớn như ca khúc Zidanje Ljubostinje (Ljubostinja bằng đá). Cùng với Velimirović, giám mục Žička và Banja Luka Vasilije Kostić và cháu trai giám mục Nikolaj là giám mục Sabač-Valjev Jovan Velimirović cũng bị quản thúc tại đây. Sáu mươi năm sau, Ela Trifunović Neuhaus người Do Thái đã lên tiếng bảo vệ chống lại những cáo buộc các giám mục đã bài Do Thái. Bà tiết lộ rằng Velimirović đã cứu mẹ con bà khỏi chết bằng cách giấu bà vào bao tải, còn mẹ bà được mặc áo choàng tu sĩ, và được họ chăm sóc tại Ljubostinja.
Sau khi Nikolaj rời đi cũng như tu viện Žiča bị đốt, người tị nạn và hàng chục tu sĩ Žiča đã đến Ljubostinja. Trong số đó có tu sĩ Sava Maksimović bị quân Đức giết ngay sau ấy. Một tu sĩ Žica khác bị bắt và bị giết ở Kruševac. Tu viện trưởng Sara bị buộc tội liên quan đến cả hai vụ bắt giữ và xử tử này. Ngoài ra, quân Chetnik còn cáo buộc bà tham gia vào vụ sát hại Jovan Gordić là con trai của chỉ huy Chetnik Nikola Gordić. Ngược lại, quân phát xít buộc tội bà che giấu đài phát thanh Chetnik (được cho là người Anh cung cấp cho Nikolaj Velimirović). Mặc dù tuyên bố không đứng về bên nào mà luôn mở rộng cửa tu viện cho tất cả mọi người theo tinh thần yêu thương của Thiên Chúa, nhưng các nữ tu vẫn bị cả Chetnik, Partizan lẫn quân Đức ngược đãi.
Cùng lúc ấy lại diễn ra xung đột giữa viện trưởng Sara và Cha Sava Petrović. Petrović giữ chức thẩm phán tòa án giáo phận Žiča đã ra lệnh trừng phạt các nữ tu thô bạo quá mức, từ đó kéo theo chia rẽ trong nội bộ nữ tu. Theo lời nữ tu viện trưởng sau này, có thể một trong những lực lượng tham chiến khi ấy, khả năng lớn là Chetnik, đã yêu cầu trợ giúp. Còn giai thoại khác thì nói một nữ tu vướng chuyện tình cảm, làm những người khác tức giận, họ báo cáo với  Ljotićevci và Gestapo, từ đó gây ra thảm cảnh chung cho cộng đồng.
Đầu năm 1943, một tờ giấy được ném qua cửa sổ với lời nhắn viện trưởng cùng các nữ tu hãy chạy trốn, nếu không sẽ bị giết. Đồng thời, họ cũng nhận được các tin nhắn trái ngược viết đừng đi đâu, đừng âm mưu bỏ trốn, nếu không sẽ bị giết. Đến cuối tháng 1 đã ghi nhận hai lần  viện trưởng Sara suýt chết. Một lần là quân Chetnik đột nhập vào nhà thờ, nhưng các nữ tu đã kịp giấu viện trưởng dưới bàn thánh (presto).
Vào sáng sớm Lễ Hiển Linh băng giá, khi trời còn tối, một người làm công trong tu viện đã giấu tu viện trưởng trên xe trượt tuyết phủ đầy rơm và cỏ khô, rồi chở đến Trstenik, từ đó bà chạy tiếp đến Beograd. Liền đó, quân Chetnik thông báo săn lùng các chị em gái của bà là các nữ tu Evgenia, Antonija,  nữ tu mới Milka là bạn tâm giao và giúp việc cho Sara. Tối sau Lễ thánh Sava, quân Chetnik xông vào nhà nguyện bắt Antonia và Evgenia. Antonia bị giết trong tuyết, còn Evgenia bị thương mà không rõ vì sao sống sót được. Evgenia lết được về tu viện, được chuyển đến bệnh viện rồi qua đời. Milka thì hoảng loạn tìm nơi ẩn náu, trốn dưới gầm giường. Cuối cùng, quân Chetnik cũng bắt được Milka, hãm hiếp, giết và ném xác xuống sông Morava. Antonija được gọi là thánh tử đạo Ljubostinja và được chôn cất nơi cổng tu viện, còn Evgenia ban đầu được chôn ở Kruševac. Sau đó vài ngày, xác Milka nổi lên nhưng dân làng sợ Chetnik trả thù nên không ai dám vớt chôn.

### Trung tâm dòng tu nữ
Năm 1943, đồng tu cùng Sara là Mẹ Varvara Milenović đứng ra quản lý, rồi trở thành viện trưởng năm 1949. Bà là viện trưởng lâu nhất Ljubostinja, cho đến tận khi qua đời năm 1995. Trong hơn nửa thế kỷ chức vụ, Mẹ Varvara là nữ tu nổi tiếng nhất trong nước, cố gắng khôi phục lại tu viện về mọi mặt. Được biết đến như một nhà tổ chức giỏi và kỷ luật kiên định, bà thành lập các xưởng dệt thảm trong tu viện, thậm chí còn xuất khẩu ra nước ngoài. Trên tất cả, bà mong muốn thành lập một trung tâm nữ tu lớn nhất Nam Tư, quy tụ hơn 50 chị em ở Ljubostinja. Năm 1952 hoặc 1953, Justin Popović và cựu viện trưởng Sara về thăm. Sara mang thi hài Evgenija táng ngay cạnh mộ Antonija. Năm 1979, Ljubostinja trở thành Di tích văn hóa đặc biệt quan trọng, được Cộng hòa Serbia bảo tồn ở mức cao nhất. Năm 1982, Damjan Lisinac đến làm cha sở giáo phận cho đến khi về hưu.
Năm 1995, Mẹ Hristina Obradović lên kế nhiệm viện trưởng, bà vốn phụ tá quản gia cho viện trưởng Varvara. Ngay từ khi còn trẻ, Hristina đã là một trong những cái tên nổi tiếng của Giáo hội Chính thống giáo Serbia vì là nữ tu đầu tiên lái ô tô (Lada). Thậm chí có lần bà còn bị dừng xe vì chạy quá tốc độ. Báo Nam Tư đưa tin việc này và gọi bà là nữ tu bay. Dưới sự lãnh đạo của Mẹ Hristina, Ljubostinja xuất hiện nhiều hơn trên các phương tiện truyền thông. Năm 2002, một album gồm những bài thánh ca Byzantine được phát hành với sự tham gia của các sơ Ljubostinja trong 5 bài hát. Thực ra những bản thu âm có từ năm 1963. Năm 2016, Thái tử Aleksandar và Công chúa Katarina Karađorđević đến viếng thăm mộ Công nương Milica. Năm 2019, nhà văn đoạt giải Nobel Peter Handke cũng đến viếng mộ Công nương.
Sau Chiến tranh thế giới thứ hai, tu viện vốn giàu có nên bị thiệt hại lớn. Khi cải cách nông nghiệp (1945) và quốc hữu hóa (1958), Ljubostinja bị tước đoạt hơn 1400 ha rừng và đất canh tác. Theo luật bồi hoàn, tài sản được trả lại cho tu viện hai lần vào năm 2009 và 2016. Tổng diện tích trang viên Ljubostinja ngày nay là 1321,44 ha, trong đó 1298,90 ha (chiếm 98,3% diện tích) là rừng.
Linh mục quản xứ hiện tại là cựu sinh viên Chủng viện Thần học Prizren thời Chiến tranh Kosovo, Cha Danijel Stefanović đã quảng bá Ljubostinja trên đài truyền hình Hram và Agro TV. Tu viện nằm trên tuyến đường và khu du lịch rượu vang của giáo xứ Aleksandrovačka, cũng nổi tiếng với sản phẩm rượu vang của chính tu viện. Ngoài ra, các nữ tu giữ truyền thống nuôi ong và sản xuất mật ong.

## Kiến trúc

### Điêu khắc Venezia - Hồi giáo
Người thực hiện chính công việc xây dựng nhà thờ là Rade Neimar (Rade Borović), tên ông được khắc trên ngưỡng cửa. Cùng xây dựng nhà thờ Ljubostinja với khoảng 500 thợ, ông nhấn mạnh nhịp điệu thẩm mỹ lặp lại để tạo ra ấn tượng hài hòa và kết nối. Việc xây dựng Ljubostinja mang lại danh tiếng lớn cho Rade, tên ông còn được xuất hiện trong các ca khúc sử thi. Đây là trường hợp hiếm hoi khi tên vị tu viện trưởng Serb lại có nguồn tin cậy nhắc đến. Ông tạo ra nơi cất giấu theo yêu cầu của công nương Milica để cất những đồ có giá trị. Borović tìm cách định hướng nhà thờ Ljubostina với độ chính xác thiên văn về phía đông, nên cứ ngày 20 tháng 3, mặt trời lên sẽ hoàn toàn song song với điểm cực đông gian giữa giáo đường.
Nhà thờ tu viện xây trên nền ba lớp với một narthex chữ nhật gắn vào gian giữa, một mái vòm đặt trên bốn cột đỡ. Nhà thờ cao 24 mét, dài 20 mét và rộng 6 mét. Nhà thờ được xây dựng sau thời Hilandar, giống với các nhà thờ thời ấy khắc thánh giá phía trong. Nhưng khác với kiến trúc phong cách Morava, Ljubostinja không kéo dài ra mà có sơ đồ nhỏ gọn (tương tự như các tu viện trường phái Serbia-Byzantine).
Tu viện được xây dựng theo phong cách Morava (hậu kỳ) (như Veluće, Rudenica và Kalenić), nhưng khiêm tốn và đơn giản hơn tất cả các tu viện còn lại. Các kiến trúc khác thường được xây đá và gạch thường, còn nguyên liệu cho Ljubostinja là đá sa thạch ép nhiều hình dạng từ nhiều nơi khác nhau đưa đến. Tuy nhiên, mặt ngoài được sơn giả giống như gạch đá thường. Nhà thờ đầy những trang trí bằng đá, như hoa huệ ở phía dưới còn hoa hồng ở trên cao. Đôi ba chỗ bốn hàng gạch được sơn theo chiều ngang, có hình ruy băng đan xen dưới vòng hoa chạy xung quanh toàn bộ nhà thờ.
Có cả thảy 13 cửa sổ hoa hồng, 7 chiếc lớn và 6 chiếc nhỏ. Chúng hầu hết đều có đặc điểm chung: được vòng dây đắp nổi bao quanh, trừ ba ô nhỏ thì ở giữa đều có hoa, các ô cửa lớn đều có vòng thánh giá bằng gốm bao quanh. Lớn nhất là ba ô cửa tại narthex, trong đó ô phía nam có hoa huệ năm lá, mang đậm chất Gothic. Kiến trúc Serbia trước đó chưa hề có kiểu xây này. Có thể dễ nhận thấy họa tiết Ljubostinja đặc trưng cho trang trí nền gạch, cửa sổ hoa hồng và các gờ, ô vuông bàn cờ trên các bề mặt thứ cấp hoặc nhỏ hơn. Tính thẩm mỹ do đá mang lại xen kẽ nơi cổng và cửa sổ thể hiện phong cách xử lý tiểu cảnh trung cổ điêu luyện, khắc họa hình vẽ trong sách Thi Thiên và các sách khác, cũng như phủ bạc trên khung tường linh ảnh.
Diện mạo tu viện ngày nay cho thấy ảnh hưởng của điêu khắc và trang trí lên kiến trúc, hài hòa đến bất ngờ tạo nên tổng thể hoa lệ. Song song với trang trí Moorish, mặt tiền gồm họa tiết hoa và khối hình học mang đến khả năng biểu đạt cao nhất cho Ljubostinja. Hiếm có trong kiến trúc Serbia nào lại có cửa sổ mullion (bifora) nhưng vòm hình ba lá phỏng theo kiến trúc Gothic Venezia và Dubrovnik. Việc tái tạo và kết hợp họa tiết hoa Saracenic và Arabesque trong nghệ thuật Hồi giáo, Gothic Venezia đã mang lại nét đặc trưng của Byzantine phương Đông cho công trình.
Đurić chỉ ra rằng trang trí như vậy cũng tương tự các tu viện khác trong thời đại đó, nhưng ở Ljubostinja, chúng hài hòa trong một tổng thể duy nhất nên trông đẹp hơn. Ông cũng khẳng định nghệ thuật Serbia trung cổ kết hợp giữa kiến trúc điêu khắc thì không còn nơi nào đạt đến mức độ như vậy. Nhà nghiên cứu Byzantine người Pháp Gabriel Millet viết tu viện Ljubostinja đã giúp hoàn thiện trường phái Morava. Năm 2018, Tuần lễ thời trang Serbia đã lấy cảm hứng từ trang trí tu viện Ljubostinja cho lễ kỷ niệm 10 năm gọi là Carica Milica (Nữ vương Milica).

### Hoa lá thiên đường
Quan tài Jefimija được khảm hình hoa huệ. Trong khi thánh giá là hình ảnh gần như bắt buộc trên quan tài lại không có mặt ở đây. Giáo sĩ cao cấp quản xứ Ljubostina là Danijel cho biết hoa huệ theo nghệ thuật Baroque biểu hiện cho tin tức tốt lành, dấu hiệu hạnh phúc hay sự trong trắng, còn ở đây được địa phương hóa và gần gũi hơn, liên quan trực tiếp việc sùng bái Hoàng thân Lazar tử đạo, như các tác phẩm Akathist và Lời ca tụng hoàng thân Lazar, hoàng thân được gọi là bông huệ thơm và bông huệ trổ lên từ gai góc tỏa sáng ra mọi người. Hoa huệ Ljubostinja còn biểu trưng cho sự phục sinh, vương quốc thiên đàng và sự sống đời đời.
Vòng hoa huệ đơn và kép trùm lên cửa sổ, các hốc góc và chạy qua các cột. Nhà sử học Ljiljana Vinulović đã đưa ra nghiên cứu sâu rộng về tầm quan trọng và tính biểu tượng của hoa huệ trong nhà thờ Ljubostinja. Bà cho rằng hoa huệ điêu khắc bằng đá không phải là vật trang trí tâm linh đơn thuần, mà nhắc con người về vườn địa đàng tràn ngập hoa huệ. Biểu tượng hoa huệ cũng gắn liền với Vua Solomon trong Cựu ước, gắn trên đỉnh cột lối vào đền thờ Jerusalem, đồng thời cũng được nhắc đến trong Tân ước với hình ảnh Tổng lãnh thiên thần Gabriel trao bông huệ cho Đức Trinh nữ Maria và báo tin bà sẽ hạ sinh Chúa Giêsu. Trong cả hai trường hợp, hoa huệ là biểu tượng khôn ngoan giống như vua Solomon nổi tiếng khôn ngoan hay Chúa Giêsu nhận khôn ngoan từ Thượng Đế.
Theo nghĩa hẹp hơn, hoa huệ và các loài hoa khác nở rộ đan xen minh họa cho thảm thực vật thiên đường, đó là lý do tại sao người ta ví Ljubostinja là hiện thân thiên đường trên đất. Đây là tu viện duy nhất ở Serbia không có hình ảnh trang trí người hay động vật bằng đá.

## Họa phẩm

### Sắc màu lạnh La Mã
Một số ý kiến cho rằng những bức tranh nguyên bản cũ nhất được thực hiện ngay trước Trận Kosovo và chỉ vài mảng còn giữ lại được trên một số bề mặt. Khoảng năm 1403, Công nương Milica mời họa sĩ Hy Lạp Makarios Zografos đến vẽ lại nhà thờ. Giai thoại nói họa sĩ đã nhận lời. Một trong những chữ khắc cạnh chân dung Milica cho thấy sơn vẽ nhà thờ hoàn tất ngày 14 tháng 8 năm 1403, một ngày trước khi cung hiến đền thờ. Một số nghiên cứu chỉ ra rằng những bức bích họa cổ nhất còn lại ngày nay chỉ được vẽ sau khi Milica qua đời (giữa năm 1405 và 1409). Ngày nay, chữ ký Makarios có thể quan sát được trên vòm dẫn từ narthex đến gian giữa.
Nhà sử học nghệ thuật Srđan Đurić viết rằng các bức bích họa Ljubostinja cổ nhất được đặc trưng bằng gam màu lạnh rõ rệt, đặc biệt thông qua sắc thái nhạt nhòa của đỏ chu sa và xanh khổng tước, kết hợp xám và xanh lam, gợi nhớ đến tường các cung điện La Mã cổ đại. Đặc trưng xanh dương Byzantine không được thể hiện ở Ljubostinja, ít nhất là mức độ không như các tu viện Serbia khác. Makarios không xác định được đầy đủ không gian cho cảnh lớn sẽ vẽ. Theo Đurić, họa sĩ không giỏi vẽ tranh lớn, nhưng lại có kỹ năng vẽ chân dung đặc biệt sống động. Do vậy, Đurić tin rằng Makarios chủ yếu chuyên về trang trí linh ảnh, rồi sau mới làm họa sĩ. Ông vẽ các thánh không nhất thiết phải đẹp, cũng không nhấn mạnh tình cảm con người như trường hợp với Kalenić và Manasija. Tranh các thánh thường thể hiện sự nghiêm khắc và kìm nén, lông mày nhướng lên, đôi mắt khổ hạnh. Makarije chỉ cố gắng đưa vào những đặc điểm riêng trong chân dung mỗi vị.
Nơi tiền sảnh có tranh chân dung Công nương Milica, Hoàng thân Lazar cũng như hai người con là Vuk và Stefan. Tranh Vuk Lazarević được vẽ mặc áo xanh lam, tay cầm thánh giá, nhưng duy nhất không mang biểu tượng quyền lực và không được ký tên. Stefan mặc trang phục đỏ, tay cầm vương trượng hình thập tự. Dòng chữ bên cạnh ghi Trong Chúa Kitô, despot Stefan sùng đạo và tối cao, chúa tể tất cả các vùng Serbia và Danube cho thấy bức bích họa ra đời sau khi Stefan lên ngôi, tức là sau năm 1402. Hai thiên thần đội vương miện lên đầu và trao kiếm cho Stefan. Công nương Milica mặc áo đỏ có hình thoi nối liền đỏ sậm, họa tiết hoa huệ với ngọc trai và châu báu. Bà khoác áo choàng xanh lục với lớp lót xanh lam, trang trí bằng dải vàng. Trên đầu là tấm voan trắng, đính hình thêu sẫm, hoa tai ngọc trai và trang sức, và chiếc vương miện mở rộng về phía trên. Trong cuốn Žene ktitori i vizuelna kultura Balkana (Nữ sáng lập và văn hóa thị giác Balkan), nhà sử học Ljubica Vinulović viết rằng Công nương Milica, giống như các quý bà trước đó là Jelena Anžujska và Jelena Nemanjić, đã tạo dựng được bản sắc trị vì của mình thông qua tranh bích họa. Điều này có thể lộ rõ nhất qua tranh minh họa Vaseljenskim saborima (Hội đồng Đại kết), mà các quý bà gửi gắm thông điệp rằng họ cũng có quyền lực chính trị giống như phu quân mình, thậm chí đủ để để triệu tập hội đồng. Tranh Milica còn tỏa ra quyền năng thần thánh của Chúa Giêsu, muốn cho thấy thẩm quyền thánh thiện của các triều đại Nemanjić và Lazarević. Các bức vẽ nơi gian giữa biểu trưng cho tâm linh và sự sống chết, còn narthex lại diễn đạt cho thẩm quyền và chức năng cai trị thần quyền của tu viện.
Bích họa lấy hình mẫu các tiên tri trong Kinh thánh Cựu Ước như Micah, Gideon, David, Ezekiel, Zakaria, Ṣofanya, Jeremia và Osius. Tất cả đều được khắc họa với vẻ kinh ngạc và phấn khích trước Thượng Đế toàn năng hiện hình (có thể thông qua Chúa Giêsu). Ở cánh tây nam, thánh sử Marko được mô tả cùng Trí Tuệ nhân cách hóa dưới hình dạng một bé gái. Ở cánh đông bắc, Trí Tuệ lại thể hiện bằng hình ảnh cung điện cổ tráng lệ. Cánh đông nam từng có các bích họa về Gioan Tông đồ cùng môn đồ Prohor.
Về cơ bản, bố cục cảnh trong tranh tuân theo truyền thống trường phái Morava: trên vòm gian giữa mô tả Lễ hoan hỉ, phía trên là Sự khổ nạn, ở giữa là Dấu lạ và Bài giảng. Lễ hoan hỉ đưa ra các gợi ý về Lễ Lá và Lễ đón Đức Mẹ Maria, trong đó có  Lễ Truyền tin được bảo tồn gần như hoàn toàn. Các cảnh còn sót lại là Chúa chịu khổ nạn, quân lính chế giễu, Phêrô chối Chúa, đỡ Chúa xuống thập tự và trong Mộ phần. Các bức Dấu lạ là những tác phẩm được bảo tồn tốt nhất: phía nam, phía trên ca đoàn là Đuổi quỷ, Chúa Giêsu và người đàn bà Samari, phía bắc là  Kẻ mù bẩm sinh và Sự xức dầu ở Bethany. Các bích họa khác vẽ những nhân vật nổi tiếng trong Kitô giáo và Chính thống giáo: Tổng lãnh thiên thần Micae, Tổng lãnh thiên thần Gabriel, trên cột tây nam trong gian giữa là Thánh Sava và Stephen Nemanja, Thánh Theodorus Studita, Gioan thành Damascus, Thánh Juda, Thánh Theodosius, Thánh Ephrem xứ Syria và Thánh Sava thành Jerusalem. Tình trạng các bức bích họa này đều không tốt. Chân dung đại diện cho Hoàng đế Constantinus và Thái hậu Helena có thể xác định được qua dòng chữ đi kèm.
Nhà nghiên cứu Smiljka Gabelić nhấn mạnh tầm quan trọng của bức bích họa hiếm hoi về vị thánh Ba Tư là Govdelaj, được vẽ giữa các chiến binh tại khu ca đoàn bắc. Đầu của vị thánh trong tranh đã bị hư hại. Bức bích họa này thú vị ở chỗ Chính thống giáo luôn đi chung hai vị Govdelaj và Dada với nhau trong ngày lễ thánh 2 tháng 10, nhưng ở Ljubostinja, Govdelaj đứng một mình.
Trong những năm 1866-1870, một tường linh ảnh mới được vẽ theo phong cách chủ nghĩa lãng mạn và phục hưng quốc gia, do họa sĩ hàn lâm Nikola Marković đến từ Beograd thực hiện, ông là con trai Milija Marković và học trò của Steve Todorović. Bức này để lại giá trị nghệ thuật rất lớn ngày nay.
Giám mục Nikolaj thể hiện sự ngưỡng mộ với Ljubostinja theo cách cả kiến trúc, hội họa và không gian thiên nhiên chung quanh được hòa trộn vào phục vụ thần học và phụng vụ. Ông sáng tác bài thơ Zidanje Ljubostinja, trong đó gọi tu viện là nơi an nghỉ linh hồn, nói rằng Ljubostinja được hát cho Chúa, bài ca đẹp nhất trên xứ sở Serbia.

### Chữa lành người bại
Đurić chỉ ra rằng bức bích họa thực sự có giá trị nhất trong tu viện Ljubostinja là Công đồng đại kết thứ năm mô tả các linh mục, binh lính và Hoàng đế Justinianus sống động và đầy cảm hứng. Nhà sử học nghệ thuật Tamara Ognjević lại cho rằng bức Chữa lành người bại trên thực tế mới là tranh nổi bật nhất, là kiệt tác trong dòng tranh bích họa Serbia.
Đurić cũng đồng ý bức Chữa lành người bại truyền tải tất cả chi tiết đúng như câu chuyện Phúc Âm. Tranh vẽ Chúa Giêsu, các sứ đồ đứng sau, còn người bệnh đứng bên trái vác chiếc giường ước lệ tượng trưng. Tranh vẽ thêm hồ nước hình chữ thập với cổng đền thờ, một điểm mới lạ trong hình tượng nghệ thuật Cơ Đốc giáo. Đurić cho rằng hình tượng nhà hiền triết cổ đại Sokrates cũng đưa được vào bố cục, đang yên lặng quan sát phép lạ chữa lành, gợi lên truyền thống trung cổ huyền bí rất hay so sánh Chúa Giêsu với các triết gia cổ đại, chủ yếu là Sokrates với tư cách những giáo sư lớn. Kể cả Sokrates là người ngoại đạo nhưng bởi sự huyền diệu mà vẫn được xếp vào "thánh tử đạo". Đurić phân tích từng chi tiết cũng như hình ảnh mà bức tranh mang lại: đầu tiên là các triết gia hiện thân cho tri thức, được hợp lý hóa dưới quyền năng chữa lành thiên thượng, hành trình đa chiều từ suy tưởng đến đức tin. Người bệnh tuy được chữa lành nhưng vẫn mang giường trên lưng, tư thế đứng không tự nhiên, đầu đột ngột quay về phía Chúa Giêsu, có thể còn bối rối bất ngờ chưa tin được vào điều đã xảy ra, và sợ hãi bước những bước đầu tiên.

## Giả thuyết ra đời
Một số nhà sử học bác bỏ giả thuyết Công nương Milica là người sáng lập tu viện. Dựa trên ghi chép của Constantine Thần học gia năm 1433-1439 rằng Milica đã an nghỉ trong tu viện của bà, được gọi là Ljubostinja (položena u svojem manastiru, zvanom Ljubostinja), các nhà sử học giải thích câu này theo sáu cách khác nhau:
1. Milica sáng lập tu viện và chỉ định đó là nơi an táng mình (cách hiểu thông thường)
2. Ljubostinja là tu viện của Milica, và bà làm nữ tu, qua đời và được chôn cất tại đó.
3. Milica là người cai trị thực quyền, nên Ljubostinja cũng giống như các tu viện khác, đều là "của bà" chứ không riêng nơi nào
4. Tu viện của Milica nhưng bà không xây dựng nó, tuy có đầy đủ quyền điều hành, nhưng do nhận lại hoặc tiếp quản từ người khác.
5. Ljubostinja chỉ là nơi Milica đặt ý nguyện được an táng.
6. Ljubostinja gọi là tu viện của Milica đơn thuần vì bà được táng tại đó.

Nhà sử học Branislav Todić tin rằng Ljubostinja ra đời sớm hơn nhiều vào thời Vua Milutin, vì vợ của một người cai trị đang tại vị mà lại có thể xây dựng một công trình riêng là rất bất thường, đặc biệt nếu tính đến chi tiết "Hoàng thân Lazar đã chọn Ravanica là nơi an nghỉ vĩnh hằng cho hai người". Nhà sử học Ljubica Vinulović bác bỏ suy luận này không có cơ sở lịch sử, khi cả hoàng hậu Jelena Anžujska lẫn Jelena Nemanjić đều đã tiến hành xây dựng ngay khi chồng họ đang trị vì, đó là Tu viện Gradac và Matejče. Ông cũng chỉ ra rằng không có khả năng Ravanica được xây dựng thành lăng mộ gia tộc, vì không có chỗ quy hoạch cho các thành viên khác. Todić tiếp tục bác bỏ giả thuyết tu viện được xây sau Trận Kosovo (1389), vì lý do kinh tế và nhiều lý do khác trong đó nếu suy luận hợp lý thì không có khả năng xây dựng nhà thờ tưởng niệm riêng cho công nương Milica, không có lý do gì khiến Milica không thể được an táng bên cạnh chồng mình. Ý tưởng cũng bắt nguồn từ giai thoại dân gian là Milica từ đầu không phải được an táng tại Ljubostinja mà là một nơi bà yêu thích, trong nhà thờ Đurovači (nay chỉ còn là đống đổ nát) trên đồi Prozraka (đồi Gió). Một số tác giả ủng hộ giả thuyết từ thời Vua Milutin dựa trên thực tế Ljubostinja không được xây dựng giống như các tu viện trường phái Morava khác, nguyên liệu đá ép gợi ra các công trình thời đại ấy ở Gračanica, Hilandar và Banjska.
Ủng hộ cho giả thuyết Ljubostinja ra đời sớm nhất năm 1381 là những phát hiện một số lớp bích họa cổ phần trên gian giữa và cột đá niên đại 1402 khi tu viện chính thức mở cửa. Vinulović lại cho rằng đây không phải là bằng chứng hợp lệ phủ nhận Milica là người sáng lập, vì không có gì lạ khi các tu viện ở Serbia có những bức tranh được vẽ đè lên nhiều lần (như Sopoćani và Visoki Dečani), nhất là khi đang tiến hành thì phải tạm dừng vì lý do nào đó (ở đây là do chiến tranh: Trận Kosovo).
Mặt khác, các nhà nghiên cứu đặt nghi vấn về thực tế là sau Trận Marička (1371), despot Jelena (nữ tu Jefimija) đã đến triều đình Lazarević tại Kruševac. Họ cho rằng bà trở thành nữ tu tại Ser sau khi chồng tử trận. Bà chủ yếu sống tại Ljubostinja, còn Milica mãi về sau mới đến đó tu hành. Họ cũng nhận thấy thi hài Jefimija nằm trong quan tài người sáng lập, câu hỏi là liệu một nhà cầm quyền thống trị (Milica) lại cho phép chôn người khác trong lăng mộ của mình hay không. Tuy vậy, những ghi chép của Konstantin Triết gia đương thời cho thấy tầm quan trọng của Jefimija tại triều đình Lazarević, về ảnh hưởng khi nuôi dạy con cái quý tộc, chủ yếu là Jelena Balšić.
Trước khi biết Jefimija thọ hơn Milica, người ta tin rằng Milica dành ngôi mộ của mình cho người bạn thân nhất đã qua đời trước. Với phát hiện Milica qua đời năm 1405, còn Jefimija sống đến năm 1406 thậm chí đầu năm 1407, câu hỏi là tại sao Jefimija không đặt Milica vào quan tài người sáng lập. Nhà sử học nghệ thuật Danica Popović cho rằng khi ấy quan tài cũng chưa xong, mà chỉ được hoàn thiện sau đó, cùng thời điểm với thánh đường đã bị phá hủy. Perić phản đối khi so sánh đồ trang trí và vật liệu gian giữa với narthex đều thấy giống nhau, rõ ràng không phải narthex được dựng sau mà là cùng thời điểm. Theo Srđan Đurić, đến thế kỷ 18, thi hài công nương Milica được chuyển từ lăng mộ tây nam của gian giữa đến phần đông bắc narthex ngay dưới bức bích họa người sáng lập.
Nhiều tác giả lập luận rằng không được bỏ qua tinh thần tôn giáo, trên thực tế là cả hai phụ nữ quý tộc đều đã đi tu, thâm chí phát nguyện lời thề Shima lớn, tự ép mình vào đời sống tu viện khổ hạnh và nghiêm khắc, họ không còn ràng buộc với những vật chất giàu có hay quyền lực, nên càng không cần lăng mộ cầu kỳ nào để an táng. Khi mở quan tài Milica đầu thế kỷ 20, các nhà nghiên cứu thấy thay vì phẩm phục hoàng hậu cùng trang sức vương miện, công nương chỉ có áo choàng đen giống một nữ tu thực sự. Tuy nhiên, các sử gia cũng đồng ý rằng từ trên quan điểm pháp lý nhà nước và triều đại, vẫn chưa rõ tại sao và liệu công nương Milica có quyết định không an táng mình bên cạnh Hoàng thân Lazar hay không. Một câu hỏi khác đặt ra là trong ba quan tài đó thì cái nào là nơi từng lưu giữ thánh tích Thánh Petka giai đoạn năm 1400-1407.

## Lăng mộ và thánh địa
Năm 1888, nhà văn du khảo và khảo cổ học Áo-Hung Felix Kanitz đến thăm Ljubostinja và phát hiện quan tài cạnh bức tường phía nam đã được mở ra, tìm thấy ba bộ xương người nhà Nemanjić trong đó. Do giai thoại liên quan đến căn hầm bí mật, những kẻ săn kho báu đã đào bới xuyên vào để tìm kiếm. Khi Bộ Giáo dục tiếp quản việc chăm sóc cổ vật, Mihailo Valtrović tận dụng ngay những đường hầm đào trộm đó tiến hành khảo cứu năm 1904. Cuộc khai quật Ljubostinja này được coi là khởi đầu lịch sử điều tra khảo cổ học Trung Cổ và an táng hoàng gia trên lãnh thổ Serbia.
Những thông tin ghi nhận trong chuyến khảo cổ được được xuất bản trên tạp chí Starinar năm 1906. Valtrović đã phát hiện ra hai ngôi mộ trong hành lang, một trong số đó dài 2,58 mét, rộng 1,17 mét và sâu 1,67 mét. Đurić viết rằng đây chính xác là mộ Công nương Milica, vì thời đó quy định mộ hoàng gia được xây dựng trong gian giữa, thi hài bà được chuyển vào quan tài mới vào cuối thế kỷ 18.
Tu viện trưởng Sevastijan Putnik cũng để lại ghi chú về những ngôi mộ trong tập sách nhỏ năm 1927. Ông ghi chép việc dân chúng từng tin rằng thi hài Stefan Lazarević nằm trong quan tài người sáng lập, nhưng điều này không thể có được vì khi mở mộ ra không thấy xương trong đó (nhưng cũng không biết ai mở và mở khi nào). Putnik có đề cập đến chiếc rương nhỏ trên quan tài này, bên trong lưu giữ xương các thượng phụ Serbia là Danilo, Nikodim và Thánh Prohor xứ Pčinja.
Năm 1966, Ljubostinja được khảo sát và nghiên cứu với quy mô lớn nhất. Đội khảo cổ sử dụng đầu dò dọc theo mặt bắc thánh đường, đạt đến độ sâu chôn móng (0,9-1,2 mét). Từ đó phát hiện ra một số ngôi mộ song song, nhà khảo cổ học Mirjana Ljubinković khai quật được tổng cộng 10 bộ xương. Tất cả các bộ xương đều khoanh tay trước ngực, duy nhất một thi hài lộn ngược với đầu hướng về phía đông còn chân hướng về tây. Một bộ xương có bảy hạt ngọc trai trắng dưới tay. Ở phía nam gian giữa, đối diện với mộ Công nương Milica, Ljubinković phát hiện ra ngôi mộ khác dưới sàn, trong đó có một số răng và mảnh da, vun thành đống. Không thu nhận được bằng chứng nào chứng tỏ giả thuyết tồn tại nhà thờ nguyên thủy ban đầu dành cho Thánh Stefan.
Nghiên cứu năm 1966 cũng dẫn đến việc phát hiện thêm 32 ngôi mộ bên trong và xung quanh nhà thờ, chứng tỏ nơi đây giống như một thánh địa tưởng niệm cộng đồng tu sĩ và giới quý tộc Serb đã suy tàn. Các nhà khảo cổ xác định sự sùng bái người sáng lập ở Ljubostinja liên quan đến narthex chứ không nằm trong gian giữa. Lượng lớn hài cốt phát hiện được nay đặt trong hang đá phía đông nam cổng.
Giai thoại dân gian rất tích cực đề cao Công nương Milica trong thời góa bụa, để lại nhiều chi tiết hình ảnh đầy màu sắc, biểu tượng, truyền khẩu và văn tự về việc chuyển thi hài các anh hùng trận Kosovo về Ljubostinja, Kruševac và Ravanica, tất nhiên có thể hơi khác nhau. Sử thi dân gian Propast carstva srpskoga (Đế chế Serb sụp đổ) kể rằng Milica dẫn đoàn tùy tùng gồm thượng phụ, 12 giám mục, linh mục, tu sĩ, phó tế và góa phụ các anh hùng tử sĩ đến Kosovo. Họ tìm kiếm và thu thập những gì còn sót lại của các chiến binh đã ngã xuống. Ở đó, bà tìm thấy xác Milan Toplica, IIvan Kosančić, Miloš Obilić, thấy đầu anh mình nổi trên mặt nước, sau cùng là tìm thấy đầu Hoàng thân Lazar. Thực tế là không một chỉ huy quân sự nổi tiếng nào được an táng tại Ljubostinja. Câu chuyện Ljubostinja hoàn toàn dựa trên nguyên mẫu sử thi về những góa phụ ở Kosovo, được truyền tụng và khai thác trong nhiều thế kỷ. Điều này có thể thấy qua bản ballad Smrt majke Jugovića (Cái chết của mẹ Jugović) mà thực ra theo quan điểm lịch sử phải là mẹ công nương Milica, nhưng văn chương xóa nhòa mà chỉ coi bà là nhân vật trước khi được lịch sử ghi chép lại.
Các trưởng lão Arsenije Ljubostinjski, Arsenije Stefanović, Janićije, Danilo, Venijamin, Sevastijan, Varvara, các linh mục Nikon và Damjan, chị em Evgenija và Antonija, và nhiều người khác đã ghi dấu ấn trong lịch sử tu viện, được chôn cất trong nghĩa trang của tu viện.

## Địa điểm khảo cổ
Dù không phải là khu khảo cổ chính thức, diện tích hẹp quanh Ljubostinja tạo thành một vòng các địa điểm liên quan đến hậu kỳ cổ đại hoặc thời kỳ Cơ Đốc giáo sơ khai phía nam Šumadija và lưu vực Đại Morava.
Trên đồi Tatarna phía tây tu viện có những dấu tích của thị trấn Grabovac thời Trung cổ, gọi đơn giản là thị trấn Jerina. Thị trấn được thành lập vào thế kỷ 6 dưới thời trị vì của Hoàng đế Justinianus, đến thời Nemanjić thì được cải tạo lại. Tương đối gần tu viện là các địa điểm khảo cổ thị trấn Županjevač gồm phức hợp cung điện lớn thời Trung cổ, cũng như di chỉ Gradište ở Donji Dubič rất có thể từ thời Hoàng đế Justinianus. Vùng phụ cận tu viện còn có hai di chỉ khác cùng tên Gradac ở Brezovica và Riđevštica. Cách không xa, giữa các làng Počekovina và Donji Ribnik có di chỉ cổ xưa Grabak.
Trên đồi Kamađore phía đông bắc, hiện còn sót lại nhà thờ nhỏ mà dân gian gọi là Trebnica. Tương truyền công nương Milica xây nhà thờ này để một linh mục ở đó, khi cần sẽ đến Ljubostinja làm phụng vụ và giải tội cho các nữ tu. Cũng phía trên Ljubostinja, trên đồi Veternik có nhà thờ khác gọi là Crkvina. Trên đồi Bogdan có nhà nguyện Jug-Bogdan, tương truyền thị trưởng Toplica thường ghé qua khi đi thăm vườn nho. Perić lưu ý trong Chiến tranh thế giới thứ nhất có cây cầu từ Trstenik băng qua Zapadna Morava đến Ljubostinja còn dấu vết trong lòng sông, dân làng đã phá đi lấy gỗ xây nhà. Khi khai thác đá, một bộ xương người hoàn chỉnh đã được phát hiện với hàm bị đính vào móng tường bằng mấu sắt. Tương truyền người này nói xấu lãnh chúa nên mới bị trừng phạt như vậy.
Trong cổng của tu viện có một cái giếng thời trung cổ không rõ nguồn gốc. Dân quanh vùng vẫn gọi là Giếng của hoàng hậu Milica. Các phát kiến khảo cổ xác định cuộc sống con người đã diễn ra liên tục từ thời cổ đại không chỉ vùng xung quanh mà còn trong chính khu điền trang Ljubostinja. Di vật khảo cổ tìm thấy là các đồng denarii từ thời Cộng hòa La Mã năm 82 TCN.

## Những ngày Jefimija
Từ năm 1971, tại Trstenik và cổng tu viện Ljubostinja diễn ra sự kiện Những ngày Jefimija kéo dài ba ngày dành riêng cho thi ca Serbia, chủ yếu là các cây bút nữ. Tại lần đầu tiên ngày 19-22 tháng 6 năm 1971, ba trong số những thi gia lớn nhất Nam Tư Desanka Maksimović, Mira Alečković và Vesna Parun đọc thơ trước cổng tu viện. Năm sau, đổi tên thành Ngày thi nhân và thợ thêu, nhưng đến năm 1973 thì bị hủy bỏ vì lý do chính trị. Năm 1991, ngày này được hồi sinh để tôn vinh sự sáng tạo của phụ nữ trong hội họa, thêu may, thơ ca và những lĩnh vực khác. Lễ hội không thể thiếu đêm thơ nhạc Jefimija i čast, trong đó theo thông lệ, một nữ diễn viên sẽ đọc bài Ca tụng Hoàng thân Lazar. Nằm trong khuôn khổ sự kiện còn có giải thưởng Jefimija vez trao cho thành tựu thơ hay nhất.
Một giải thưởng khác có liên quan đến Ljubostinja dù không phải ngay tại tu viện, Huân chương Ljubostinjska rozeta (Hoa hồng Ljubostinja) là sự công nhận cao nhất của thị trấn Trstenik.

## Hình ảnh

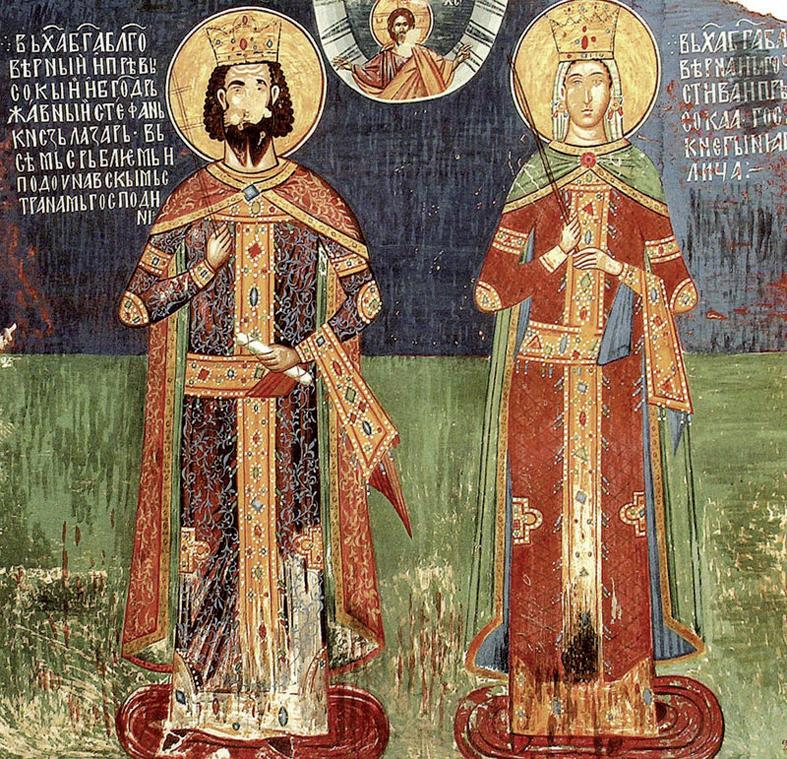
Bích họa Hoàng thân Lazar và Công nương Milica
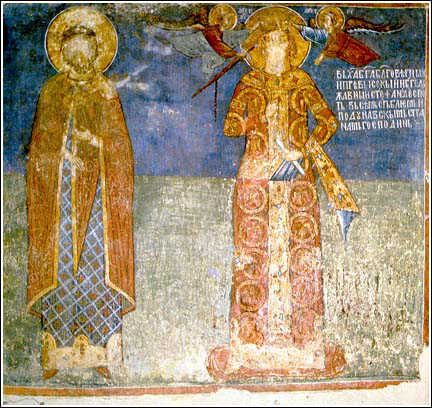
Bích họa Vuk và Stefan Lazarević
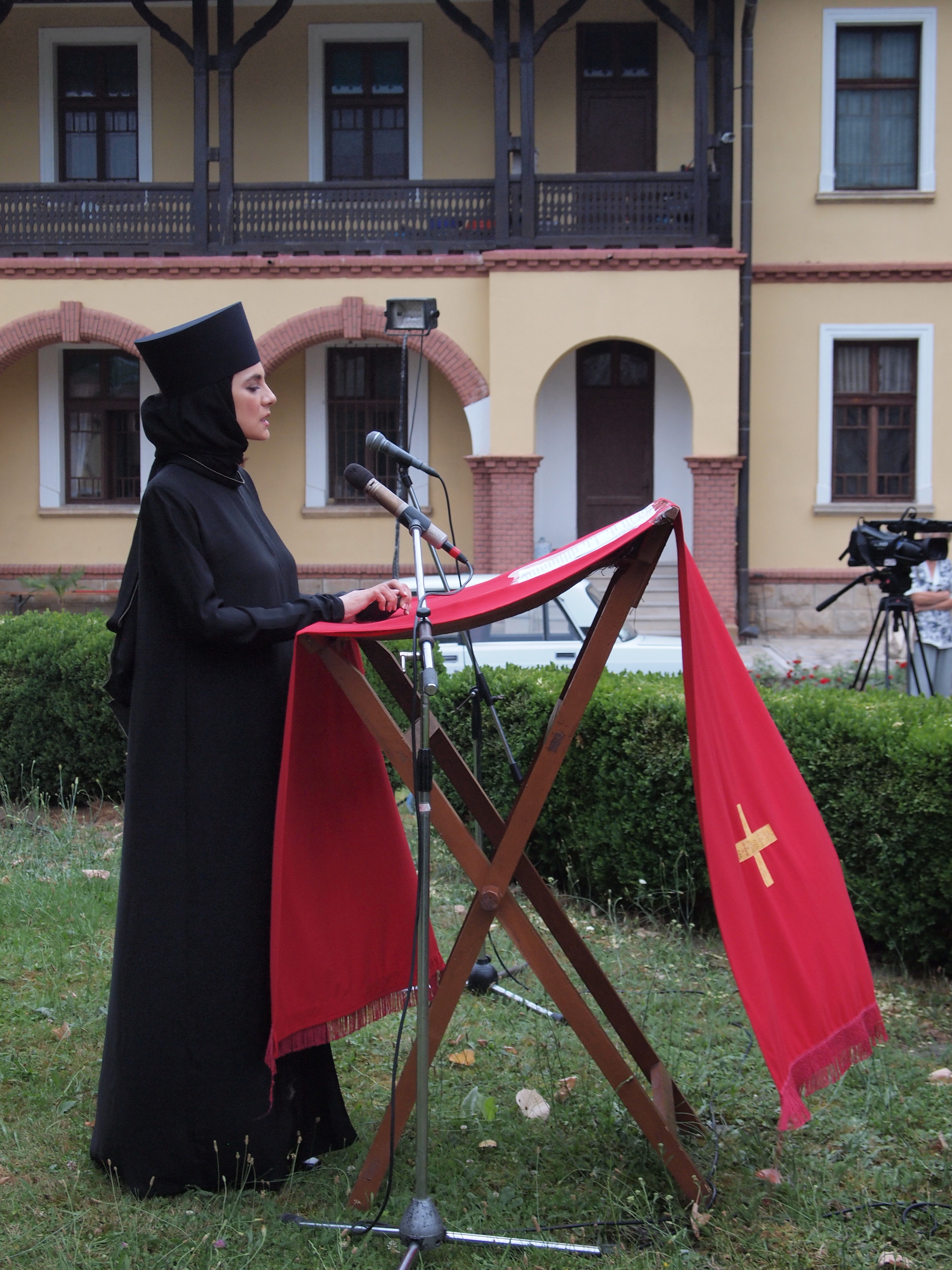
Đọc thơ Jefimija
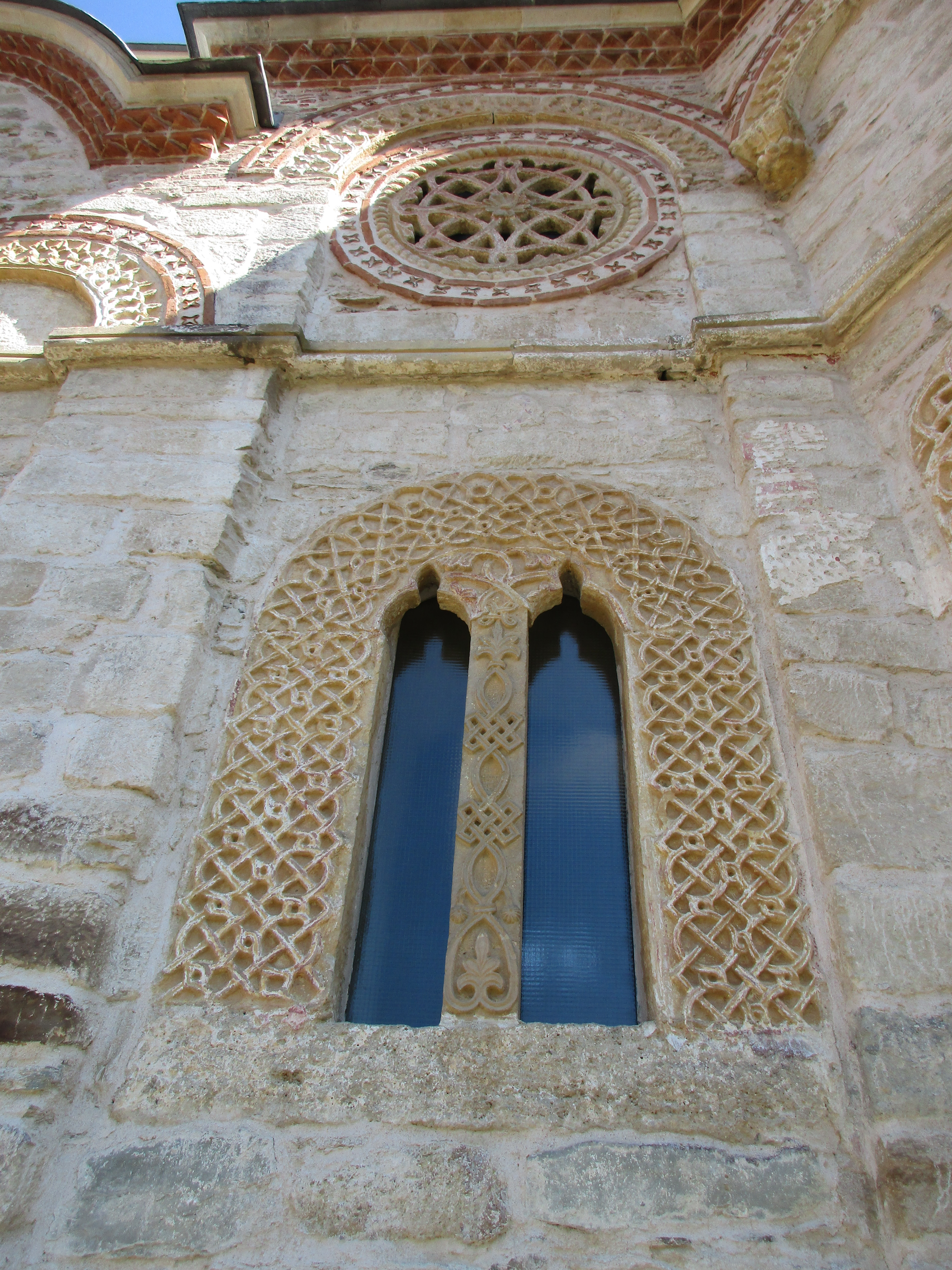
Cửa sổ mullion (bifora)
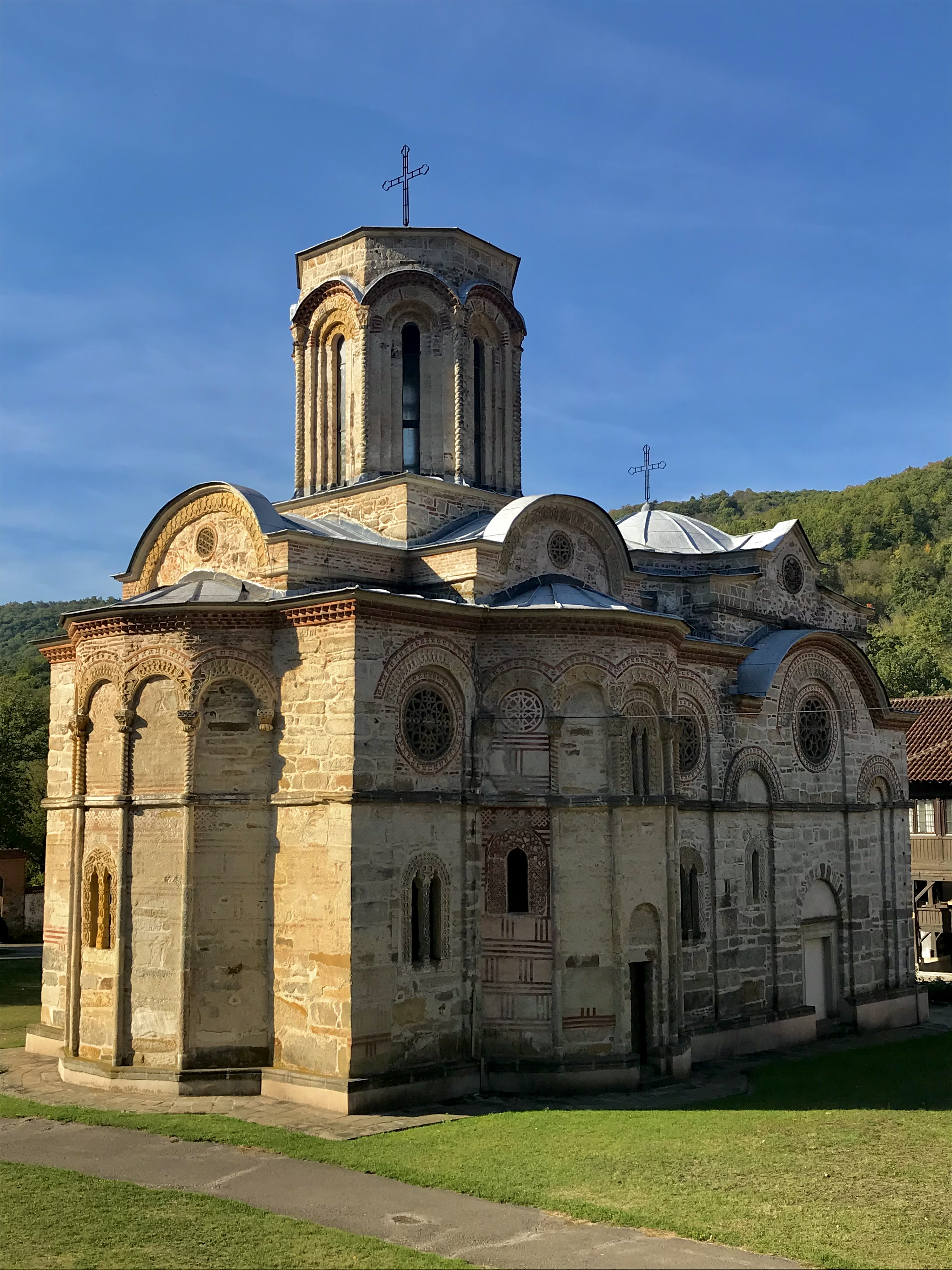
Phía đông nhà thờ
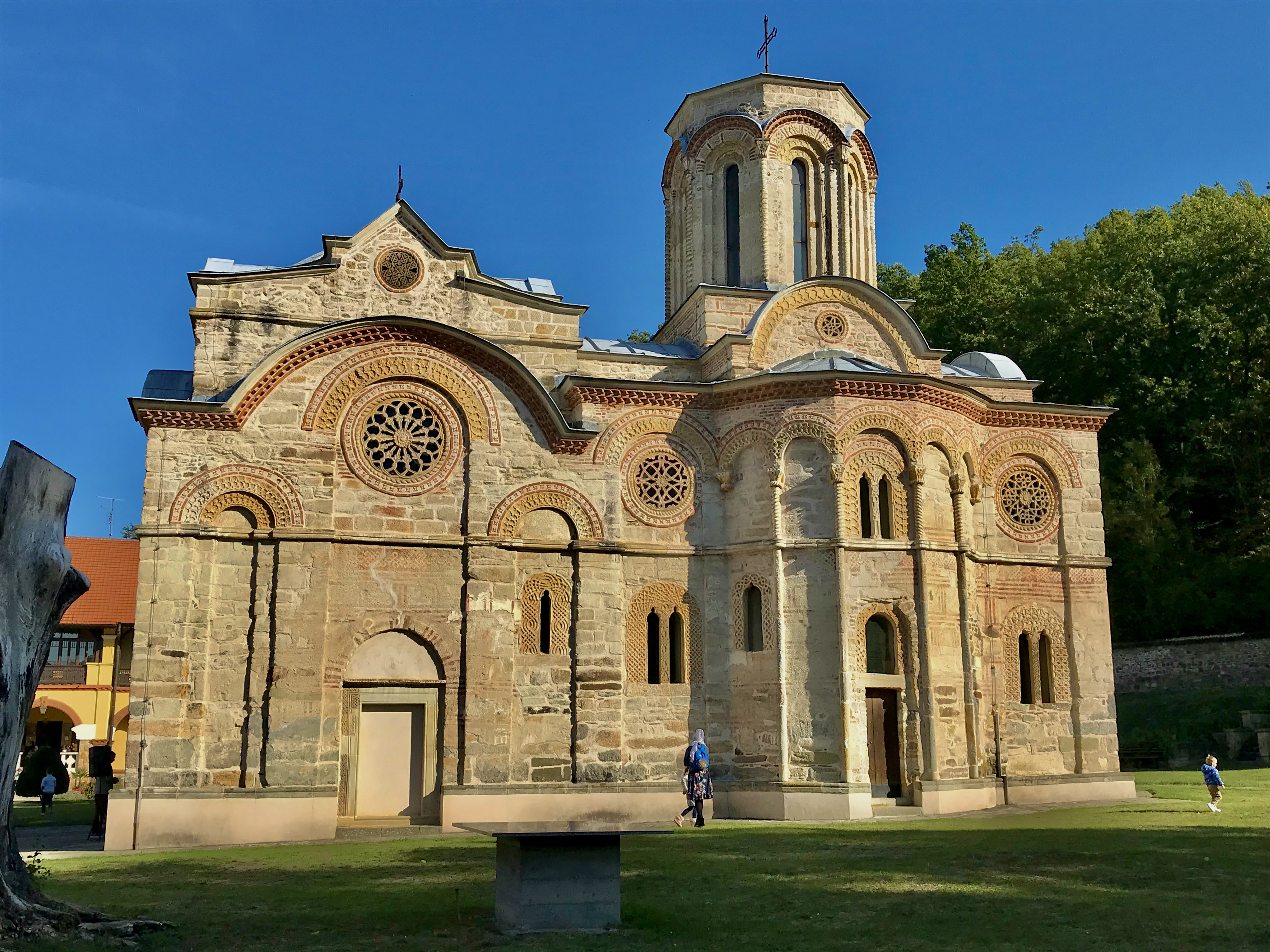
Phía tây nhà thờ
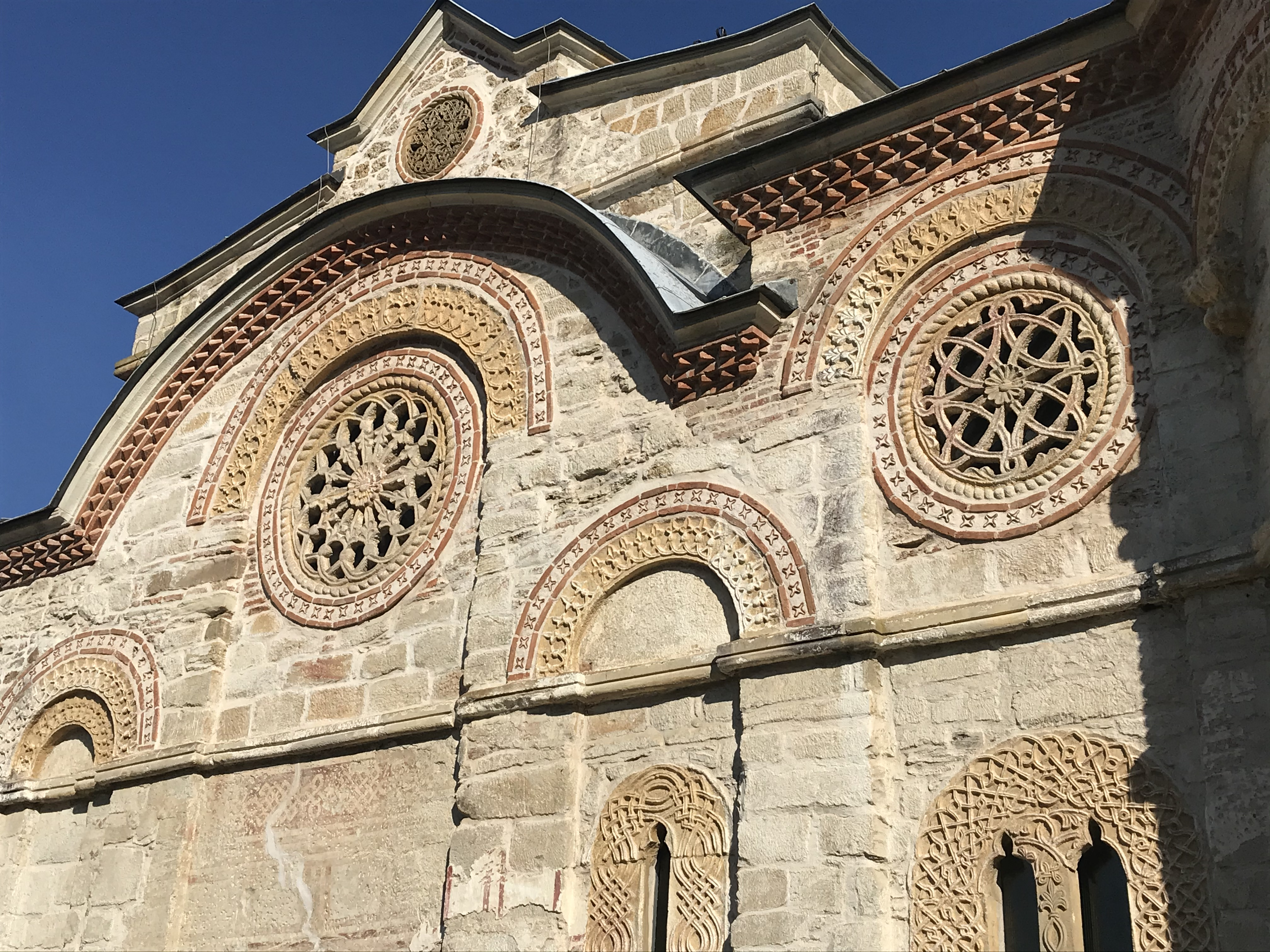
Chi tiết trang trí trên tường
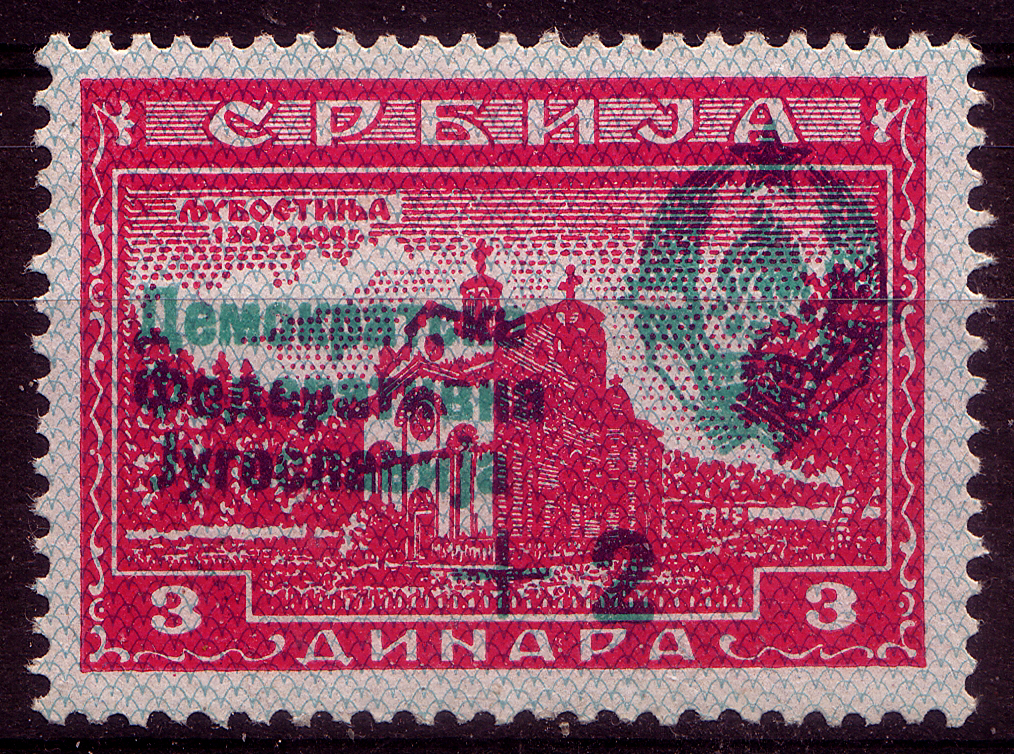
Hình vẽ tu viện trên tem bưu chính Nam Tư năm 1945